# ならず者 (1943年の映画)

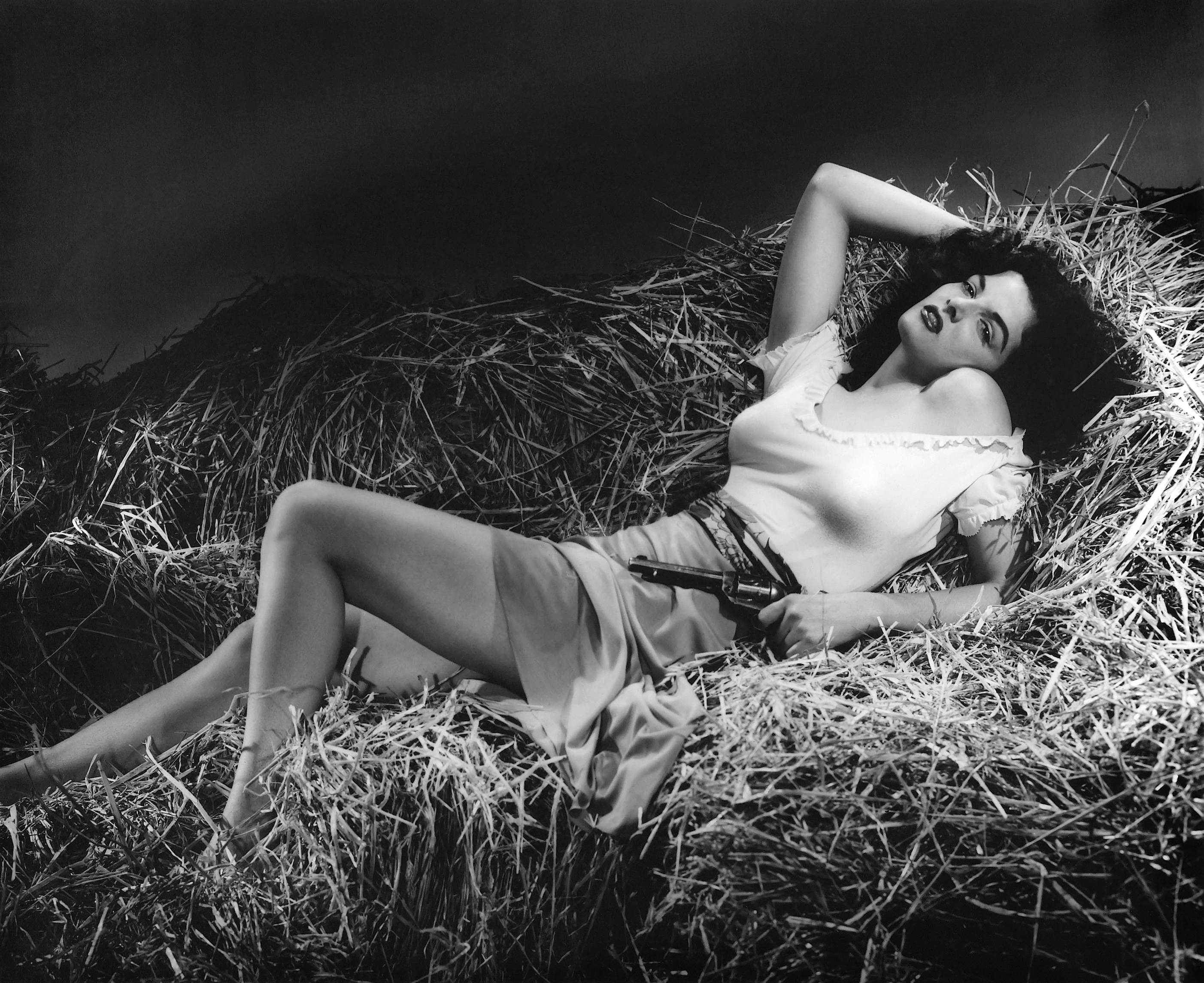
ジェーン・ラッセル

『ならず者』（The Outlaw）は、ハワード・ヒューズ監督・製作による1943年のアメリカ映画である。
当初、ハワード・ホークス監督で進んでいたが、途中でヒューズが兼任することとなった。
ヒロインのリオを演じたジェーン・ラッセルの映画デビュー作でもあり、彼女の官能的シーンが物議を醸し、製作側とアメリカ映画協会の闘争に至った。

## あらすじ
ドク・ホリデイは、旧友の保安官パット・ギャレットをけしかけ馬泥棒のビリー・ザ・キッドを逮捕させるが、ビリーになじられ、結局は共同行動をとることに。ビリーは正当防衛で男を射殺、ビリーもパットに撃たれ重傷を負い、ドクの家に匿われる。ドクの愛人リオがビリーを看病。ドクはパットと仲違いした上、リオとビリーが男女の関係に入ったことに愕然とするが、共にパットの目から逃れようとする。リオがパットに通報したことからドクは逮捕され、更にビリーもリオにリンチを加えようと戻ったところを逮捕されるが、インディアンの襲撃を受けたことからパットは二人の手錠を外す。ドクはビリーに女と馬とどちらを選ぶか迫り、態度を明らかにしないビリーを銃撃。二人は馬を共有するということで決着を図るが、弾き出されたパットは怒りのあまりドクを撃つ。ドクは病気で亡くなるより良いと言い、治療を拒否して死亡。パットはビリーに真人間になれと言い、ビリーにピストルを交換させるが、これはパットの陰謀で、ビリーの射殺を企んでいた。しかしパットの持った拳銃から弾は発射されず、反対にビリーに縛り上げられる。ビリーはピストルを交換する時に使用不能のドクの拳銃と自分の拳銃とを入れ替えていたのだ。パットが呆然と見送る中、ビリーはリオと共に姿を消した。

## キャスト
※括弧内は日本語吹替（テレビ版）
- ジャック・ビューテル - ビリー・ザ・キッド（青野武）
- ジェーン・ラッセル - リオ・マクドナルド（北浜晴子）
- トーマス・ミッチェル - パット・ギャレット（相模武）
- ウォルター・ヒューストン - ドク・ホリデイ（千葉順二）
- ミミ・アガグリア - グアダルーペ
- ジョー・ソーヤー - チャーリー

## その他
- オープニングクレジットおよびラブシーンで流れる音楽は、チャイコフスキー作曲 交響曲第６番『悲愴』第１楽章の主題である。